# Skip to My Lou
Skip to My Lou è una canzone popolare statunitense, risalente agli anni '40 del XIX secolo. Il brano è principalmente collegato con l'usanza di scambiare il partner durante un ballo, ma è anche divenuta una popolare canzone per bambini. Il titolo è traducibile approssimativamente con "Salto al mio amore", dal momento che la parola "lou" nel titolo deriva da "loo", una parola scozzese per "amore".

## Storia
Il poeta e biografo di Abraham Lincoln Carl Sandburg scrive che Skip to my Lou era un popolare gioco di società durante la giovinezza del presidente nel sud dell'Indiana, con versi come "Hurry up slow poke, do oh do" ("Sbrigati, colpisci lentamente, fai oh fai"), "I'll get her back in spite of you" ("Io la riprenderò nonostante te"), "Gone again, what shall I do" ("Se n'è andata di nuovo, cosa devo fare") e "I'll get another girl sweeter than you" ("Mi prenderò un'altra ragazza più dolce di te").
Stephen Frederick Starr suggerisce che la canzone potrebbe derivare dalla canzone popolare creola Lolotte Pov'piti Lolotte, con la quale ha una forte somiglianza.

## Svolgimento della danza
John e Alan Lomax hanno scritto che Skip to My Lou è un semplice gioco che consiste nel "rubare" il partner (o scambiare il partner, come per esempio nella quadriglia). Inizia con un numero qualsiasi di coppie che entrano mano nella mano sulla pista da ballo. Un ragazzo solo al centro del cerchio durante il movimento delle coppie canta: "Ho perso la mia partner, cosa farò?" mentre le ragazze gli danzano accanto. Il giovane al centro esita mentre decide quale ragazza scegliere, cantando: "Ne prenderò un'altra proprio come te". Quando afferra la mano della sua prescelta, il compagno di quest'ultima si sposta al centro della pista e continua il gioco. È in altre parole un modo per rompere il ghiaccio, offrendo ai partecipanti l'opportunità di conoscersi in un'atmosfera giocosa.